# Staurastrum margaritaceum
Staurastrum margaritaceum là một loài Song tinh tảo trong họ Desmidiaceae, thuộc chi Staurastrum.